# Masakra Grattana
Masakra Grattana – wydarzenie, które miało miejsce 19 sierpnia 1854 r. w trakcie walk Amerykanów z Siuksami Brulé Lakota (1854–1855).

## Masakra w obozie
Po roku 1851 każdego lata w okolicy Fortu Laramie w Wyoming zbierały się plemiona Lakotów, które rozbijały obóz w odległości około 12 km od fortu. Tutaj Indianie oczekiwali na przyrzeczone im przez rząd amerykański dostawy zaopatrzenia (układ w Forcie Laramie w roku 1851).
Latem 1854 r. podczas kolejnej wizyty Indian doszło do tragicznego w skutkach nieporozumienia. Jedna z należących do mormonów z Oregonu krów przypadkowo zapędziła się w okolice obozu Indian Brulé-Lakota. Tutaj złapana i zabita została przez jednego z przebywających u Brulé Indianina Minneconjou o imieniu High Forehead.
W odpowiedzi na ten czyn właściciel krowy poskarżył się dowódcy Fortu Laramie podporucznikowi Johnowi Lawrence Grattanowi, młodemu oficerowi z Westpoint. Grattan wydał rozkaz aresztowania winnego Lakoty i dostarczenia go do fortu, gdzie miał zostać ukarany. Oddział Grattana składał się z samego dowódcy, sierżanta, kaprala, 27 żołnierzy i francuskojęzycznego tłumacza. Komendant Fortu Laramie powiedział później: "Nie ulega wątpliwości, że podporucznik Grattan opuścił fort z twardym postanowieniem aresztowania Indianina, nawet gdyby miałoby to doprowadzić do walki".
Wódz Indian Brulé Conquering Bear starał się chronić winnego Indianina. Próbował rozwiązać problem poprzez pertraktacje, oferując jako zadośćuczynienie konia, jednak Grattan kategorycznie odrzucił tę propozycję. Napiętą sytuację zaostrzył będący pod wpływem alkoholu tłumacz, który lżył Indian. Gdy wódz Conquering Bear oburzony wstał, zamierzając opuścić posiedzenie, został trafiony śmiertelnie strzałem w plecy przez jednego z żołnierzy. Nastąpiła wymiana strzałów, podczas której Grattan i niemal wszyscy z jego żołnierzy zostali zabici. Ocalał zalewie jeden żołnierz, który ciężko ranny uciekł do fortu, jednak zmarł w wyniku odniesionych ran. Po stronie Indian wódz Conquering Bear był prawdopodobnie jedyną ofiarą zajścia.

## Następstwa
Zdarzenie wywołało burzę w prasie amerykańskiej, która określała je mianem masakry, wywołując antyindiańską kampanię. W rezultacie Ministerstwo Obrony wysłało przeciwko Indianom karną ekspedycję pod dowództwem doświadczonego oficera Williama S. Harneya, która we wrześniu 1855 r. pokonała przeciwnika w bitwie pod Ash Hollow. W rezultacie walki zginęło wielu Indian, w tym kobiety i dzieci. Bitwa pod Ash Hollow nazywana jest od tego czasu także Masakrą pod Bluewater Creek.